# Bors (Baignes-Sainte-Radegonde)
Bors(Baignes-Sainte-Radegonde) – miejscowość i gmina we Francji, w regionie Nowa Akwitania, w departamencie Charente.
Według danych na rok 1990 gminę zamieszkiwało 167 osób, a gęstość zaludnienia wynosiła 14 osób/km² (wśród 1467 gmin regionu Poitou-Charentes Bors(Baignes-Sainte-Radegonde) plasuje się na 828. miejscu pod względem liczby ludności, natomiast pod względem powierzchni na miejscu 733.).